# Carretera de Nebraska 84
La Carretera de Nebraska 84, y abreviada NE 84 (en inglés: Nebraska Highway 84) es una carretera estatal estadounidense ubicada en el estado de Nebraska. La carretera inicia en el Oeste desde la NE 14  en Verdigre hacia el Este en la NE 15  este de Hartington. La carretera tiene una longitud de 83 km (51.57 mi).

## Mantenimiento
Al igual que las autopistas interestatales, y las rutas federales y el resto de carreteras estatales, la Carretera de Nebraska 84 es administrada y mantenida por el Departamento de Carreteras de Nebraska por sus siglas en inglés NDOR.

## Cruces
La Carretera de Nebraska 84 es atravesada principalmente por la  NE 121  este de Bloomfield
 US 81  oeste de Hartington.